# Schloss Maasbach

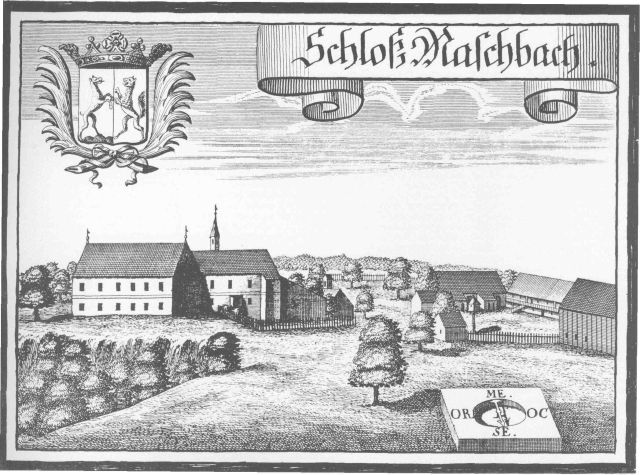
Schloss Maasbach nach einem Kupferstich von Michael Wening von (1721)

Schloss Maasbach war ein Schloss im Ortsteil Maasbach der Gemeinde Eggerding in Oberösterreich.

## Lokalisierung und Namensherkunft
Von Norbert Grabherr (1976) wurde vermutet, dass im Ortsteil Maasbach (auch Marsbach bzw. Maschbach genannt) der heutigen Gemeinde Eggerding ursprünglich als Vorläuferbau des späteren Schlosses eine Wasserburg gestanden habe. Die Besitzer sollen zugleich Herren auf der an der Donau gelegenen Burg Marsbach gewesen sein. Der im Jahr 1161 genannte Wernhart de morspah soll noch Besitzer beider Burgen gewesen sein. Im Passauer Traditionskodex vom 6. März 1254 wurden zwei Burgen Marsbach unterschieden (inferior und superior), wobei die Innviertler Burg unter der Verwaltung eines Burggrafen gestanden haben soll. Die Innviertler Burg soll später abgekommen sein und in eine reine Grundherrschaft umgewandelt worden; nach einer Vermutung hätte dies anlässlich einer Familienfehde (1255–1288) erfolgt sein.
Diese Deutungen sind nach heutigen Befunden als irrig anzusehen: Die von Grabherr vermutete Wasserburg kann aufgrund der Geländegegebenheiten an diesem Ort nicht bestanden haben. Der Franziszeische Kataster enthält ebenfalls keine Hinweise auf diese Anlage. Aus sprachwissenschaftlicher Hinsicht bestehen ebenfalls Einwände gegen diese Deutung: Maasbach wurde im Hochmittelalter als Marcelinesbach bezeichnet, woraus sich im Spätmittelalter die Kurzform Merspach entwickelt hat.
Nach der aktuellen Deutung beziehen sich die beiden 1254 erwähnten Bauwerke auf die untere Burg Marsbach (Inferius Castrum Morspach), das ist die heutige Burg Marsbach an der Donau, während die obere Burg (Superius Castrum Morspach) sich auf den noch erkennbaren Burgstall oberhalb der heute noch existierenden Burg bezieht.

## Geschichte seit dem 16. Jahrhundert
Seit der zweiten Hälfte des 16. Jahrhunderts war der damals als Hofmark klassifizierte  Besitz Maasbach bei Eggerding in den Händen einer Nebenlinie der Familie von Hackledt, welche auf dem benachbarten Schloss Hackledt ihren Hauptsitz hatte. Von den auf Maasbach ansässigen Mitgliedern der Familie von Hackledt kam der Besitz 1671 als Heiratsgut an die Herren von Baumgarten zu Deutenkofen. 
1721 wurde Maasbach von Michael Wening in einem Kupferstich abgebildet. Er nennt das Landgut Mäßbach und berichtet: Ist ein Hofmarch im Gericht Schärding / Bistumbs Passau / vnweit von der Statt Schärding entlegen / hat neben denen Underthonen ein Adelichen Sitz / dessen der vndere Gaden gemauret / der obere aber von Holtz gemacht ist. Der Innhaber ist Herr Frantz Felix Baumgartner / befind sich schon in die fünfftzig Jahr bey diser Familia, warzue es durch Heyrath von denen Häckl=Ederischen kommen.  Maasbach war damals ein zweistöckiger Bau mit einem Turm in der Mitte. 1788 ging das Anwesen an Felix von Schott über, einen Verwandten der Herren von Baumgarten zu Deutenkofen und der Familie von Hackledt. 
Vom 16. bis zum 19. Jahrhundert wurden die Inhaber von Maasbach in der Pfarrkirche Antiesenhofen bestattet, darunter auch viele aus der Familie von Hackledt und ihren Nachfolgern. Ab 1830 gehörte das Schloss den Freiherrn von Üblagger.

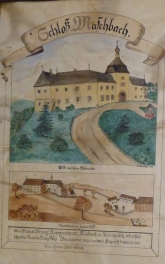
Schloss Maasbach nach einer Zeichnung von 1880
Innenhof von Schloss Maasbach, nach einer Rötelzeichnung des Reichersberger Chorherrn Bertrand Zallinger Ende des 19. Jahrhunderts
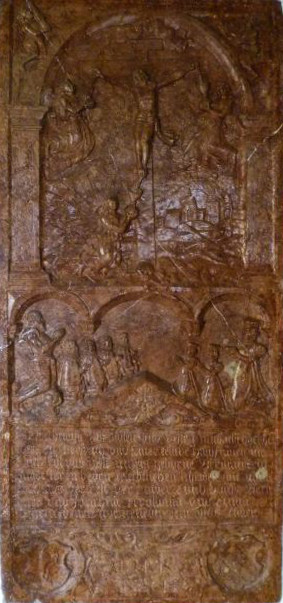
Epitaph des Michael von Hackledt zu Maasbach († 1589) und seiner Familie in der Pfarrkirche Antiesenhofen
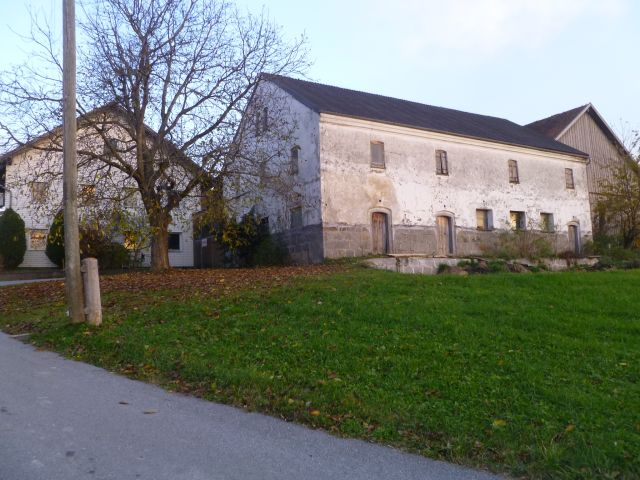
Von Schloss Maasbach ist heute nichts mehr zu sehen. An Stelle des Schlosses wurde ein Bauernhof errichtet.

Anfang des 20. Jahrhunderts ging das Schloss in bäuerlichen Besitz über. Die Familie Dietrich ließ das baufällig gewordene Gebäude 1898 abtragen und verwendete das Baumaterial für den Bau ihres Bauernhofes und eines (heute geschlossenen) Gasthauses. Von dem Schloss ist außer einem gewölbten Keller nichts mehr übrig geblieben.